# Gwiezdne wojny: Ostatni Jedi

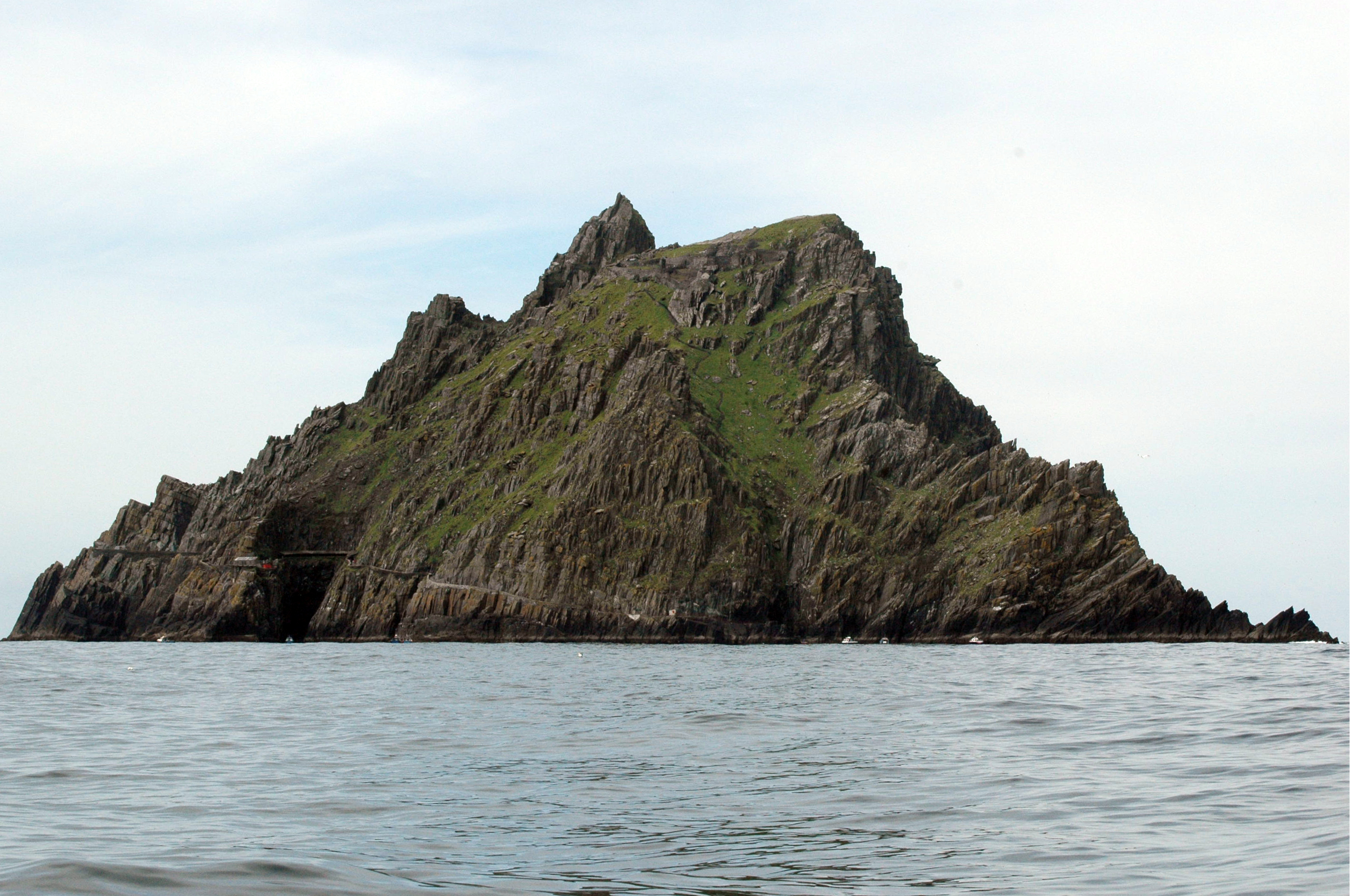
Skellig Michael w Irlandii, gdzie kręcono sceny osadzone na planecie Ahch-To.

Gwiezdne wojny: Ostatni Jedi (ang. Star Wars: The Last Jedi), znany także jako Gwiezdne wojny: część VIII – Ostatni Jedi – amerykański film z gatunku space opera w reżyserii Riana Johnsona, który do kin w USA trafił 15 grudnia 2017 roku (w Polsce 14 grudnia). Jest to ósma część cyklu Gwiezdne wojny, bezpośrednia kontynuacja Przebudzenia Mocy z 2015 roku. W rolach głównych występują Daisy Ridley, John Boyega, Adam Driver, Oscar Isaac, Andy Serkis, Domhnall Gleeson, Gwendoline Christie, Carrie Fisher oraz Mark Hamill. Zdjęcia do filmu trwały od września 2015 do lipca 2016 roku, realizowane były między innymi w Irlandii oraz Chorwacji.

## Fabuła
Akcja filmu rozgrywa się w roku 34 ABY, zaraz po zakończeniu wydarzeń z siódmej części. Wojownicy Ruchu Oporu dowodzeni przez generał Leię Organę ewakuują swoją główną bazę. Operacją kieruje porucznik Connix. Dociera do nich flota Najwyższego Porządku. Poe Dameron prowadzi skuteczny, ale kosztowny kontratak. Statki Ruchu Oporu wskakują w nadprzestrzeń, aby uciec. Za pomocą urządzenia śledzącego, Najwyższy Porządek kontynuuje pościg. Podczas ataku syn Leii, Kylo Ren, niszczy kolejne pokłady głównego statku Ruchu Oporu, ale waha się wystrzelić pocisk w mostek Raddusa – okręt, na którym wyczuwa obecność swojej matki. Myśliwce TIE niszczą mostek, zabijając wielu przywódców Ruchu Oporu, w tym admirała Ackbara. Leia ratuje się za pomocą Mocy, ale jest niezdolna do dalszego działania. Dowództwo przejmuje wiceadmirał Amilyn Holdo. Jej działania nie podobają się Poe.
Przebudzony ze śpiączki po walce w lesie na Bazie Starkiller, Finn postanawia wywieźć urządzenie naprowadzające, żeby nie narażać Rey na powrót do Ruchu Oporu w samym środku walki. Postanawia uciec kapsułą ratunkową, jednak zostaje ogłuszony przez mechanik Rose Tico. Finn budzi się ciągnięty przez Rose na pomocniczy mostek Raddusa, gdzie może mu zostać postawiony zarzut dezercji. Rose początkowo uznaje byłego szturmowca za tchórza, jednak zmienia zdanie, kiedy chłopak wyjawia jej, że Najwyższy Porządek potrafi śledzić flotę Ruchu Oporu w nadprzestrzeni.
Poe, Rose i Finn obmyślają plan mający na celu wyłączenie systemu namierzającego znajdującego się na statku Snoke’a. O pomoc w dostaniu się na Supremacy proszą Maz Kanatę, jednak ta nie może w tej chwili im pomóc i proponuje bohaterom, aby udali się do miasta Canto Bight, gdzie o wysokie stawki gra obecnie arcymistrz włamywacz. Finn, Rose i BB-8 opuszczają w tym celu Raddusa. Poe utajnia plan. Za jego namową porucznik Connix oszukuje Holdo, która dostrzega na iluminatorach statek Finna i Rose, wmawiając jej, że to pył kosmiczny.
Po przybyciu na Ahch-To z Chewbaccą i R2-D2 na pokładzie Sokoła Millenium, Rey spotyka się z Lukiem Skywalkerem. Rey prosi go, by pomógł jej poznać tajniki Mocy i został jej mistrzem. Luke odmawia, ponieważ obawia się ponownej porażki. Wcześniej szkolił Bena Solo, a ten przeszedł na ciemną stronę Mocy. Rey wyjawia Luke’owi, że Ruch Oporu przegrywa w walce z Najwyższym Porządkiem, a Han Solo zginął z ręki syna. Poproszony przez R2-D2, Luke ostatecznie zgadza się uczyć Rey. Bez wiedzy Luke’a, Rey i Kylo zaczynają komunikować się ze sobą poprzez wizje. Luke i Kylo przekazują Rey różne relacje z wydarzeń, które skłoniły Kylo do przejścia na Ciemną stronę. Luke wyznał, że rozważał zabicie Kylo po odkryciu jego zepsucia przez Naczelnego Przywódcę Snoke’a. Nie mogąc przekonać Luke’a do przyłączenia się do Ruchu Oporu, Rey opuszcza Ahch-To bez niego. Twierdzi, że w Kylo cały czas jest dobro i chce go przekonać, żeby wrócił na Jasną stronę Mocy. Luke widzi ducha Yody, który niszczy świątynię Jedi na Ahch-To i mówi mu, że porażka jest największym nauczycielem.
Holdo ujawnia swój plan dyskretnej ewakuacji pozostałych członków Ruchu Oporu za pomocą małych transportów. Wierząc, że jej działania są tchórzliwe i ryzykowne, Poe prowokuje bunt.
W Canto Bight Finn i Rose zostają aresztowani za zaparkowanie statku na publicznej plaży i tracą możliwość spotkania z arcymistrzem włamywaczem. Trafiają do więzienia, ale udaje im się uciec przy pomocy DJ. Rose i Finn demolują ulice miasta uciekając na wyścigowych fathierach. Ich statek zostaje zniszczony przez siły policyjne, jednak ostatecznie zostają uratowani przez BB-8 i DJ-a, którym udało się ukraść luksusowego Libretyna.
Po przedarciu się na statek Snoke’a, zostają złapani przez BB-9E i Kapitan Phasmę. Tymczasem Rey ląduje na statku Snoke’a i zostaje pojmana przez Kylo, który zabiera ją do Naczelnego Przywódcy. Podczas konfrontacji ze Snokiem, Rey próbuje skierować Kylo na stronę Ruchu Oporu. Snoke ujawnia, że kontrolował mentalny związek między nią a Kylo jako część planu zniszczenia Luke’a. Zmuszony do zabicia Rey, Kylo zabija Snoke’a i współpracuje z Rey, by zabić gwardzistów Naczelnego Przywódcy. Kylo prosi Rey, by razem rządzili galaktyką, ale dziewczyna odmawia. Używając Mocy, walczą o posiadanie miecza świetlnego Anakina Skywalkera. Miecz wybucha i zostaje zniszczony.
Leia odzyskuje przytomność, ogłusza Poe i pozwala rozpocząć ewakuację Raddusa. Holdo pozostaje na głównym statku, aby zmylić flotę Snoke’a, gdy wszyscy inni uciekają do starej bazy Sojuszu Rebeliantów na pobliskiej planecie Crait. DJ ujawnia plan ucieczki rebeliantów Najwyższemu Porządkowi. Generał Hux rozkazuje niszczyć transportowce. Widząc to, Holdo postanawia poświęcić swoje życie. Ustawia swój statek na prędkość światła i rozbija się na okręcie flagowym Snoke’a. Rey ucieka w panice, podczas gdy Kylo ogłasza się nowym Naczelnym Przywódcą. BB-8 uwalnia Rose i Finna, którzy uciekają po pokonaniu kapitan Phasmy i dołączają do ocalałych z ewakuacji. Kiedy na Crait przybywa Najwyższy Porządek, Poe, Finn i Rose prowadzą szarżę starymi śmigaczami, ale ponoszą ciężkie straty. Rey przylatuje Sokołem Millenium i odciąga myśliwce TIE, a Rose ratuje Finna przed samobójczym atakiem przeciwko głównej broni wroga, która następnie wypala dziurę w bramie twierdzy Ruchu Oporu.
Luke zjawia się na Crait. Kylo Ren rozkazuje skierować całą broń na swojego dawnego mistrza. Po zmasowanym ostrzale, Skywalker nie ponosi żadnego urazu. Kylo jest mocno zdenerwowany. Luke staje do bezpośredniej konfrontacji z Renem, dzięki czemu daje czas na ucieczkę ocalałym bojownikom Ruchu Oporu. Kylo przeszywa na wylot mieczem świetlnym Luke’a, ale dowiaduje się, że walczył z projekcją Mocy, a Luke wciąż jest na Ahch-To. Rey czyści Mocą zablokowany kamieniami tunel za bazą, aby pozostali bojownicy Ruchu Oporu mogli uciec. Luke spokojnie odchodzi i jednoczy się z Mocą. Ruch Oporu ucieka na pokładzie Sokoła. W Canto Bight jedno z dzieci, które pomogło Finnowi i Rose uciec, chwyta miotłę Mocą i spogląda w niebo.

## Obsada

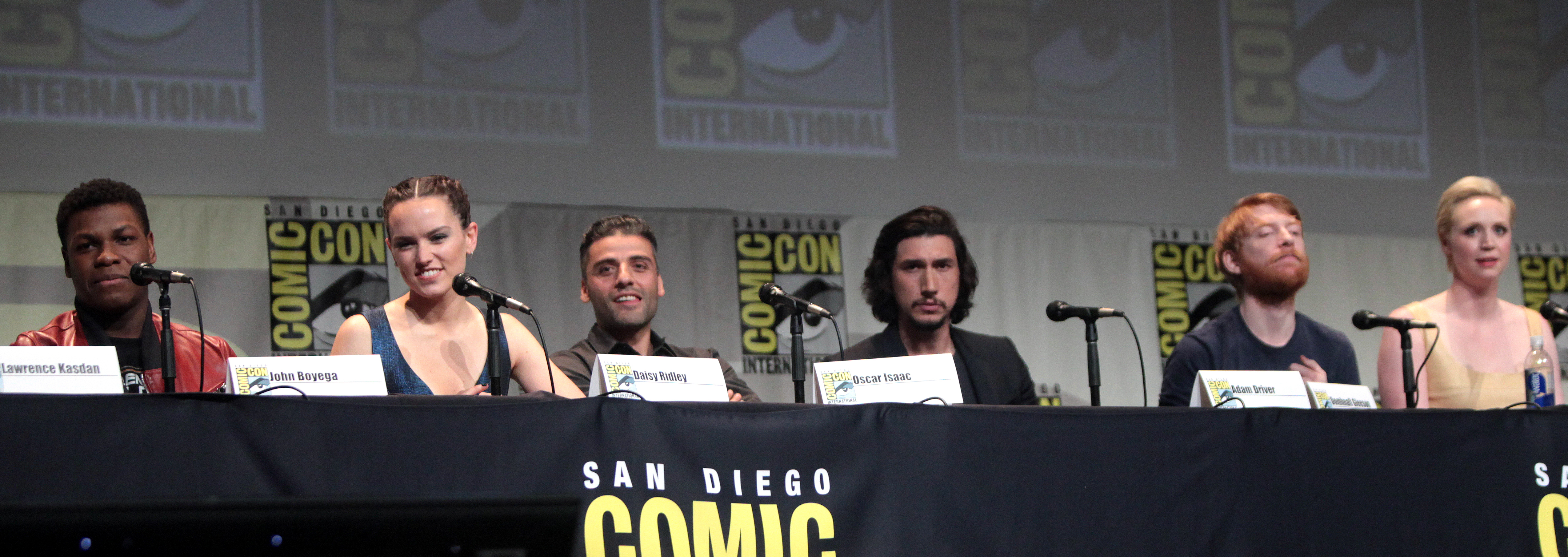
Boyega, Ridley, Isaac, Driver, Gleeson i Christie – obsada filmu

| Postać                   | Aktor               | Polski dubbing       |
| ------------------------ | ------------------- | -------------------- |
| Rey                      | Daisy Ridley        | Weronika Humaj       |
| Kylo Ren                 | Adam Driver         | Marcin Dorociński    |
| Luke Skywalker           | Mark Hamill         | Mariusz Benoit       |
| Leia Organa              | Carrie Fisher       | Dorota Kolak         |
| Finn                     | John Boyega         | Sebastian Fabijański |
| Poe Dameron              | Oscar Isaac         | Marcin Bosak         |
| Rose Tico                | Kelly Marie Tran    | Justyna Kowalska     |
| Paige Tico               | Ngô Thanh Vân       | Sonia Mietielica     |
| wiceadmirał Amilyn Holdo | Laura Dern          | Agata Kulesza        |
| naczelny wódz Snoke      | Andy Serkis         | Grzegorz Damięcki    |
| generał Hux              | Domhnall Gleeson    | Kamil Kula           |
| kapitan Phasma           | Gwendoline Christie | Katarzyna Dąbrowska  |
| DJ                       | Benicio del Toro    | Eryk Lubos           |
| Chewbacca                | Joonas Suotamo      | –                    |
| C-3PO                    | Anthony Daniels     | Piotr Bajor          |
| R2-D2                    | Jimmy Vee           | –                    |
| Maz Kanata               | Lupita Nyong’o      | Lidia Sadowa         |

## Produkcja

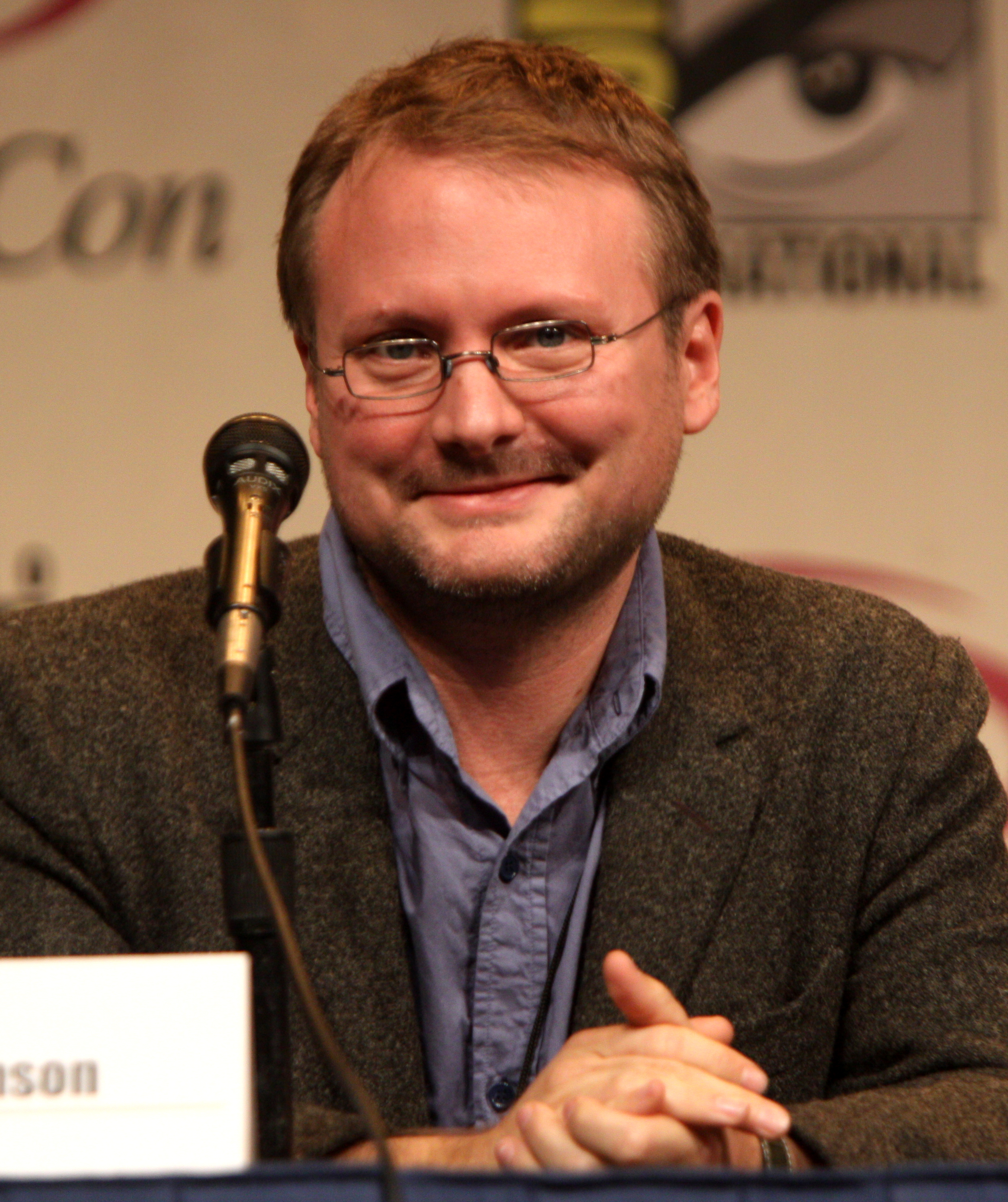
Rian Johnson

Prace nad filmem rozpoczęły się jeszcze przed premierą Przebudzenia Mocy. W sierpniu 2014 roku Rian Johnson potwierdził wcześniejsze plotki, że będzie reżyserem filmu. Pierwsze sceny nakręcono na irlandzkiej wyspie Skellig Michael we wrześniu 2015 roku. Specjalnie wybrano tę porę roku z uwagi na trudne warunki pogodowe panujące w tym regionie. Ivan Dunleavy potwierdził, że część zdjęć ponownie będzie mieć miejsce w londyńskim Pinewood Studios. W maju 2016 roku kręcono sceny w chorwackim Dubrowniku. Twórcy w celu ochrony prywatności zamówili specjalne drony, których celem było uniemożliwienie fanom robienia zdjęć z wykorzystaniem nieautoryzowanych dronów podczas sesji nagraniowych.
Premiera filmu początkowo miała odbyć się 26 maja 2017, ale później przeniesiono ją na 15 grudnia. Carrie Fisher, jedna z aktorek występujących w filmie, zmarła pod koniec 2016 roku. Sceny z jej udziałem zostały nakręcone wcześniej i twórcy nie musieli odtwarzać jej postaci w wersji cyfrowej.

## Odbiór

### Box office
Budżet filmu, według szacunków Box Office Mojo, wyniósł 317 milionów dolarów. W Stanach Zjednoczonych i Kanadzie film zarobił ponad 620 mln USD. W innych krajach przychody wyniosły 712 mln dolarów, a łączny przychód prawie 1333 miliony dolarów.

### Krytyka w mediach
Film spotkał się z dobrą reakcją krytyków. W serwisie Rotten Tomatoes 91% z 457 recenzji jest pozytywne, a średnia ocen wyniosła 8,09/10. Na portalu Metacritic średnia ocen z 56 recenzji wyniosła 85 punkty na 100.

### Nagrody i nominacje
Film był nominowany do Oscara w czterech kategoriach – za najlepszą muzykę, dźwięk, efekty specjalne i montaż dźwięku.